# Reggenza di Kolaka
La reggenza di Kolaka (in indonesiano: Kabupaten Kolaka) è una reggenza dell'Indonesia, situata nella provincia di Sulawesi Sudorientale.